# Eliomys
Eliomys är ett släkte i familjen sovmöss med tre arter som förekommer i Europa, norra Afrika och på Arabiska halvön.
Inom familjen tillhör släktet Eliomys underfamiljen Leithiinae och som systertaxon räknas släktet trädsovare (Dryomys). Båda släkten skiljer sig främst i avvikande detaljer av tändernas konstruktion.
Arterna är:
- Eliomys melanurus, förekommer från norra Libyen till södra Turkiet och nordvästra delen av Arabiska halvön.
- Eliomys munbyanus, lever i norra Afrika.
- Trädgårdssovare (Eliomys quercinus), beståndet är uppdelad i flera populationer fördelade över Europa.

Dessutom blev 4 utdöda arter av släktet beskrivna.
Trädgårdssovaren listas av IUCN på grund av konkurrensen med brunråttan och delvis habitatförstöring som nära hotad (near threatened). De andra två arterna betraktas som livskraftig (least concern).